# Karangan Bindu
Karangan Bindu is een bestuurslaag in het regentschap Prabumulih van de provincie Zuid-Sumatra, Indonesië. Karangan Bindu telt 914 inwoners (volkstelling 2010).